# أندريس كرسبو
أندريس كرسبو (بالإسبانية: Andrés Crespo)‏ هو مبارز بالسيف إسباني، ولد في 5 أبريل 1968 في برغش في إسبانيا.

## وصلات خارجية
- أندريس كرسبو على موقع أوليمبيديا (الإنجليزية)